# Aumessas
Aumessas – miejscowość i gmina we Francji, w regionie Oksytania, w departamencie Gard.
Według danych na rok 1990 gminę zamieszkiwało 200 osób, a gęstość zaludnienia wynosiła 9 osób/km² (wśród 1545 gmin Langwedocji-Roussillon Aumessas plasuje się na 709. miejscu pod względem liczby ludności, natomiast pod względem powierzchni na miejscu 330.).